# 세피아
세피아(Sepia)는 어두운 갈색이다.
전통적으로 오징어의 먹물에서 이 색깔을 추출하였으며, 세피아라는 이름 역시 오징어를 뜻하는 고대 그리스어 σηπα에서 유래되었다.

## 개요
고대 그리스어 σηπα (스피아(spia)[*])가 어원이다. 고대에 지중해 연안 지방에서는 오징어를 식재료로 사용하고 오징어의 먹물을 잉크로 사용했다. 오징어 먹물에는 악취가 있고 색깔도 쉽게 빠지는 단점이 있어 어느 시점부터는 잉크로 사용되지 않게 되었다. 근세에 와서야 오징어 먹물을 알칼리로 녹인 뒤 염산으로 침전시키고 그것을 말려 갈색의 안료로 다시 사용하게 되었다. 이것이 서양 전반에 퍼지게 되었고, "sepia"라고 하는 단어가 오징어 먹물와 그 안료, 그리고 그 색깔도 의미하게 되었다.
19세기 말에는 세피아색 잉크가 신문이나 잡지의 인쇄에 사용되며 인기를 얻었고, 어두운 갈색의 흑백 사진(세피아 색조)도 현상되기에 이르렀다.
오징어 먹물 색소의 주성분은 멜라닌이다. 그러나 현재 시중에 판매되고 있는 그림물감 등의 포함된 안료는, 산화철이나 산화 망간을 포함하는 자연의 흙을 원료로 하는 엄버(umber) 등의 갈색 안료와, 검은색 안료를 혼합하여 만들어진 것으로, 멜라닌에 의한 색깔이 아니다.

## 문화
미술
- 18세기 말에 드레스덴의 야콥 세이델만 교수가 수채화와 유화를 더욱 섬세하게 표현하기 위해 추출하였다.

잡지
- 1947년에 미국에서 흑인들을 위한 세피아라는 이름을 가진 잡지가 있었다.

사진
- 세피아 톤은 오래된 사진이나, 보관 목적을 위해 화학적 처리를 한 사진의 색조를 말한다. 디지털 카메라에서 사진의 효과를 주기 위해 세피아 톤을 사용한다.

필기
- 세피아 잉크는 고전시대에 필기용 잉크로 사용되었다.

## 같이 보기
- 먹물